# Konstantyn Dominik
Konstantyn Dominik (født 7. november 1870 i Gnieżdżewo, Kasjubien, død 7. marts 1942 i Gdańsk) var biskop af Chelmno fra 1928 for den katolske kirke i Polen. 
Den 20. januar 1928 blev han udnævnt til titulærbiskop af pave Pius XI.
Under den tyske besættelse af Polen under Anden Verdenskrig var han i Gdańsk.